# NGC 6302
Pour les articles homonymes, voir Nébuleuse du Papillon.

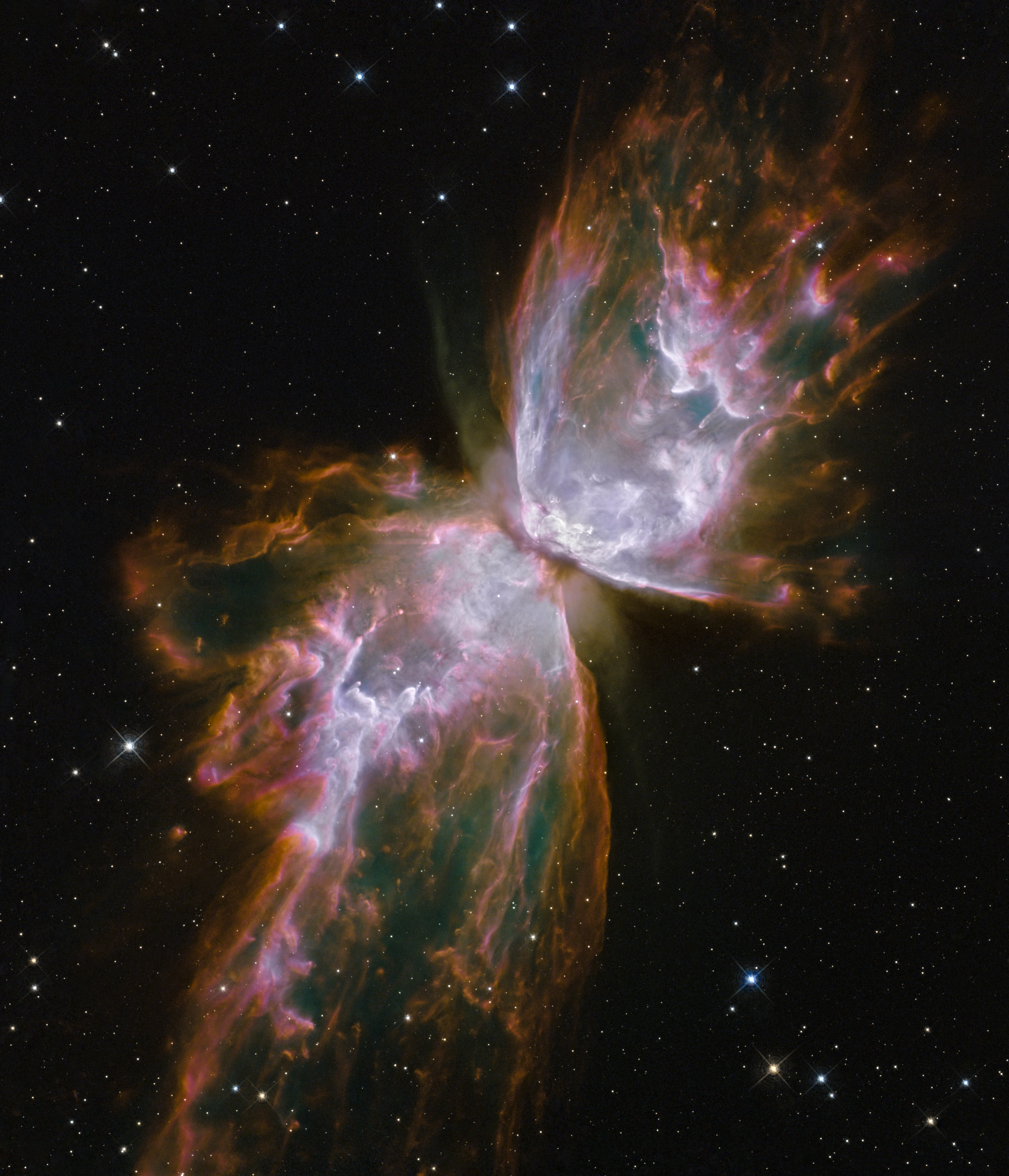
La nébuleuse planétaire NGC 6302 par le télescope spatial Hubble.

NGC 6302 (aussi appelée la nébuleuse de l'Insecte, nébuleuse du Papillon, ou Caldwell 69) est une nébuleuse planétaire bipolaire située dans la constellation du Scorpion. NGC 6302 a été découverte par l'astronome américain Edward Emerson Barnard en 1880,.

## Histoire
Edward Barnard a découvert cette nébuleuse planétaire en 1880 avec son télescope de 5 pouces. Il a écrit à son sujet : « une petite nébuleuse vacillante pas très bien définie et légèrement allongée d'est en ouest ». C'était la première nébuleuse planétaire découverte par Barnard, mais cette découverte n'a été publiée qu'en 1884. Dans cette publication, Barnard a écrit que Lewis Swift l'avait observée avec un télescope de 16 pouces et qu'il avait rapporté qu'elle était triple et allongée. En 1892, Barnard a réalisé une observation détaillée de NGC 6302 avec le télescope de 36 pouces (90 cm) de l'observatoire Lick et il a produit un dessin de celle-ci. Le nom populaire de nébuleuse de l'Insecte vient d'ailleurs de l'un de ses commentaires : « from its singular appearance, I have called it the "Bug Nebula" ».
Edward Pickering a observé cette nébuleuse et c'est cette observation que John Dreyer a inscrite dans son New General Catalogue.

## Observation
Avec une magnitude visuelle apparente de 9,6, on peut l'observer avec des jumelles dont l'ouverture est d'au moins 80 mm ou avec un petit télescope.

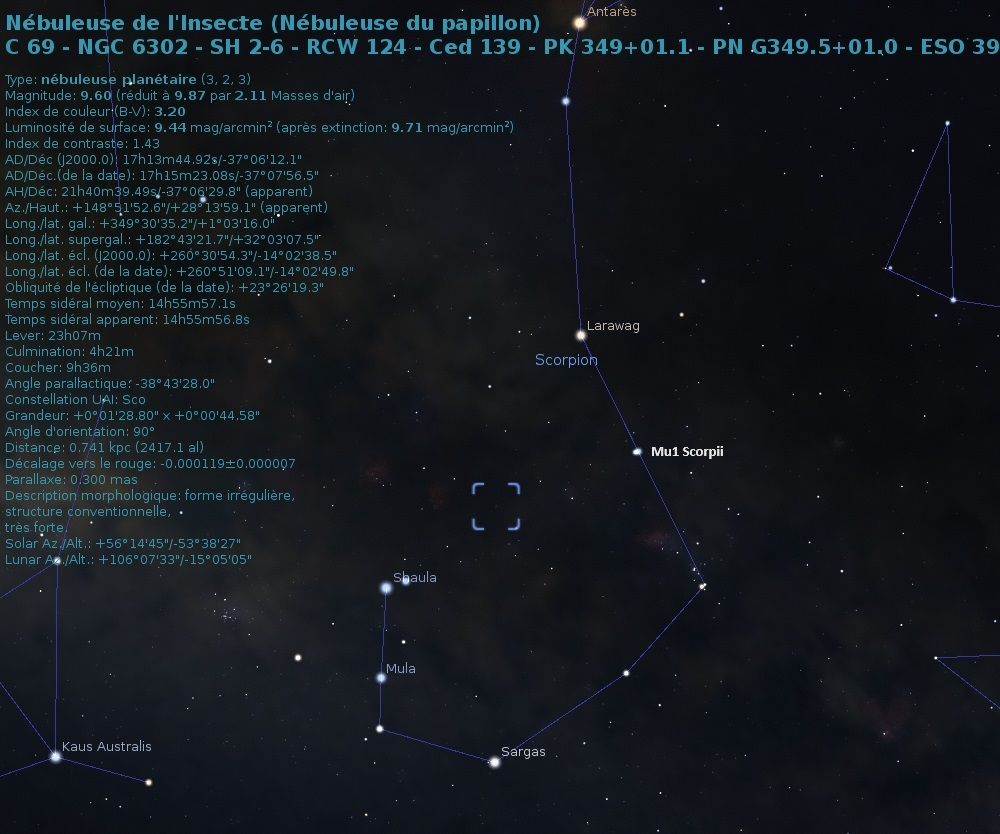
Localisation de NGC 6302 dans la constellation du Scorpion (Stellarium).

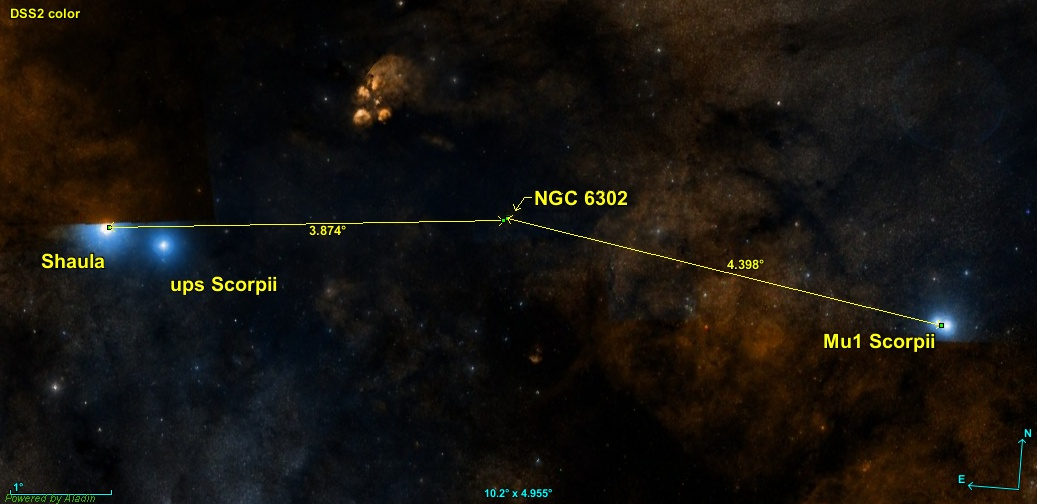
Position de NGC 6302 par rapport à deux étoiles.

La nébuleuse NGC 6302 est située à environ 3,9 degrés presque directement à l'ouest de Shaula (Lambda Scorpii) et à environ 4,4 degrés de Mu1 Scorpii.

## Caractéristiques

### Distance, taille et vitesse
On peut constater à la lecture d'une récente publication (2020) que l'évaluation de la distance de NGC 6302 a considérablement varié entre les années 1980 et 2016, de 0,64 ± 0,18 pc à  2,4 pc. Les auteurs de cette publication ont adopté une méthode nommée « distance mapping » et la valeur obtenue est de 1,03 ± 0,27 kpc (∼3 360 al). Cette distance a depuis été adoptée par d'autres auteurs,.
La taille apparente de la nébuleuse dans sa plus grande dimension est de 4,8 minutes d'arc, ce qui, compte tenu de la distance et grâce à un calcul simple, équivaut à une taille réelle de 4,7 ± 1,2 al.
Cinq valeurs de la vitesse sont rapportées sur la base de données Simbad : −41,45 km/s, −41,0 km/s, −35,7 km/s, −35,7 ± 2 km/s et une cinquième totalement différente +18,32 km/s. La moyenne et l'écart-type des quatre valeurs négatives est de −38,5 ± 3,2 km/s. Ces quatre valeurs proviennent de publications parues avant 2004. Une publication parue en 2005 préconise une vitesse de −29,8 ± 1,0 km/s.

### Structure
La morphologie de NGC 6302 est complexe. Elle peut être décrite approximativement comme étant bipolaire avec deux lobes primaires, bien que des signes semblent étayer l'existence d'une deuxième paire de lobes qui aurait pu appartenir à une précédente phase de perte de masse. Une bande sombre traverse le milieu de la nébuleuse en obscurcissant l'étoile centrale sous toutes les longueurs d'onde. Certaines observations de NGC 6302 suggèrent l'existence d'une jupe orthogonale (ou chakram) semblable à celle de Menzel 3 (nébuleuse de la Fourmi). L'inclinaison de NGC 6302 est de 12,8° avec le plan du ciel.
NGC 6302 présente au nord-ouest un lobe saillant, qui s'étend jusqu'à 3'.0 de l'étoile centrale. On estime qu'il s'est formé à la suite d'un évènement éruptif il y a environ 1900 ans. Elle possède une partie circulaire dont les bords suivent exactement une expansion de type Hubble (la vitesse de l'expansion est proportionnelle à la distance depuis la source centrale). À une distance angulaire de 1,71' de l'étoile centrale, la vitesse de l'expansion de ce lobe a été mesurée à 263 km/s. À la périphérie extrême du lobe, la vitesse en direction de l'extérieur dépasse les 600 km/s. Le bord ouest du lobe présente des caractéristiques qui suggèrent une collision avec des globules de gaz préexistants, ce qui aurait modifié l'expansion dans cette région.
L'étoile centrale est entourée d'un tore massif de gaz et de poussière dont la masse est de 0,5 à 3 {\displaystyle M_{\odot }}. Sa masse est d'environ 0,64 {\displaystyle M_{\odot }}.

## Composition chimique
La remarquable bande sombre qui traverse le centre de la nébuleuse s'est révélée d'une composition chimique extraordinaire. On a pu y détecter la présence de nombreux silicates, des cristaux de glace et quartz, ainsi que d'autres éléments que l'on a interprétés comme étant la première découverte de carbonates extra-solaires. Cette découverte a été contestée à cause des difficultés à former des carbonates dans un milieu non aqueux. Le problème n'est toujours pas résolu.
L'une des caractéristiques les plus intéressantes de la poussière découverte dans NGC 6302 est la coexistence de minéraux riches en oxygène (silicates) et de minéraux riches en carbone (hydrocarbures aromatiques polycycliques ou HAP). Les étoiles sont d'ordinaire riches de l'un ou de l'autre, le passage du premier état au deuxième apparaissant tardivement dans l'évolution de l'étoile sous l'effet de transformations nucléaires et chimiques dans l'atmosphère stellaire. NGC 6302 appartient à un groupe d'objets dans lequel les molécules hydrocarbonées se sont formées dans un milieu riche en oxygène.

## Étoile centrale
L'étoile centrale, une des plus chaudes connues, avait échappé à la détection à cause de sa très haute température (elle émet principalement dans l'ultraviolet), de la présence du disque de poussière (qui absorbe une grande partie de la lumière en provenance de la région centrale, surtout les ultraviolets) et du fond lumineux produit par l'étoile. En 2009, le télescope spatial Hubble a été pointé vers NGC 6302 afin de tester la toute nouvelle caméra à large champ Wide Field Camera 3. Le spectre alors obtenu a révélé que la température de surface de l'étoile dépasse les 200 000 K. On a même suggéré qu'elle pouvait atteindre les 400 000 K. Une publication parue en 2022 suggère une température de 220 000 K. La température extrêmement élevée de cette étoile suggère un progéniteur massif de 4 à 5 {\displaystyle M_{\odot }}.
À une température de 200 000 K et une luminosité de 2 000 {\displaystyle L_{\odot }}, l'âge de la nébuleuse est estimée à 2000 ans. Cependant, les valeurs de la température et de la luminosité sont incertaines.

## Galerie

Gros plan de la région centrale de NGC 6302 par le télescope spatial Hubble.
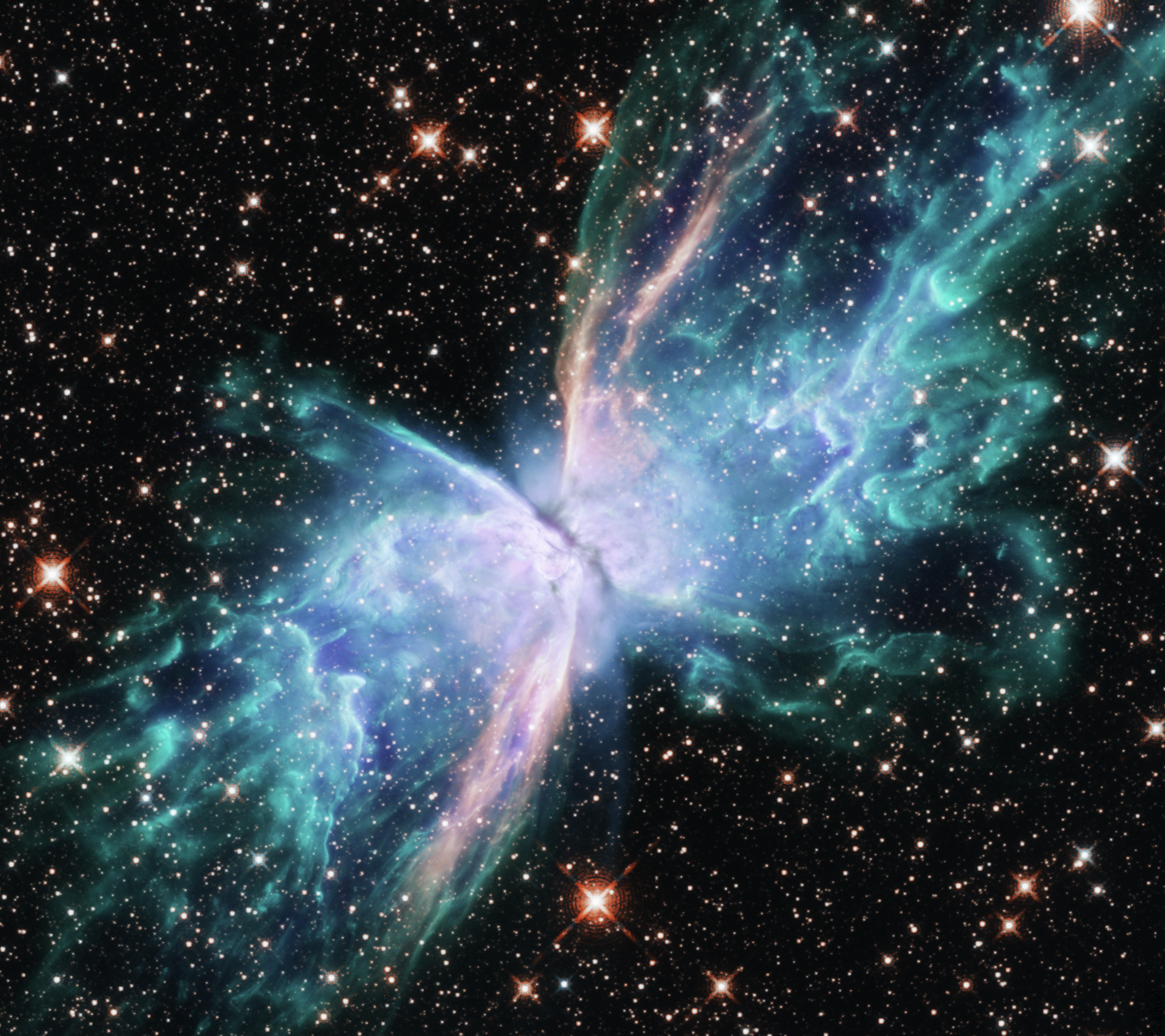
Autre image captée par le télescope spatial Hubble en 2020.
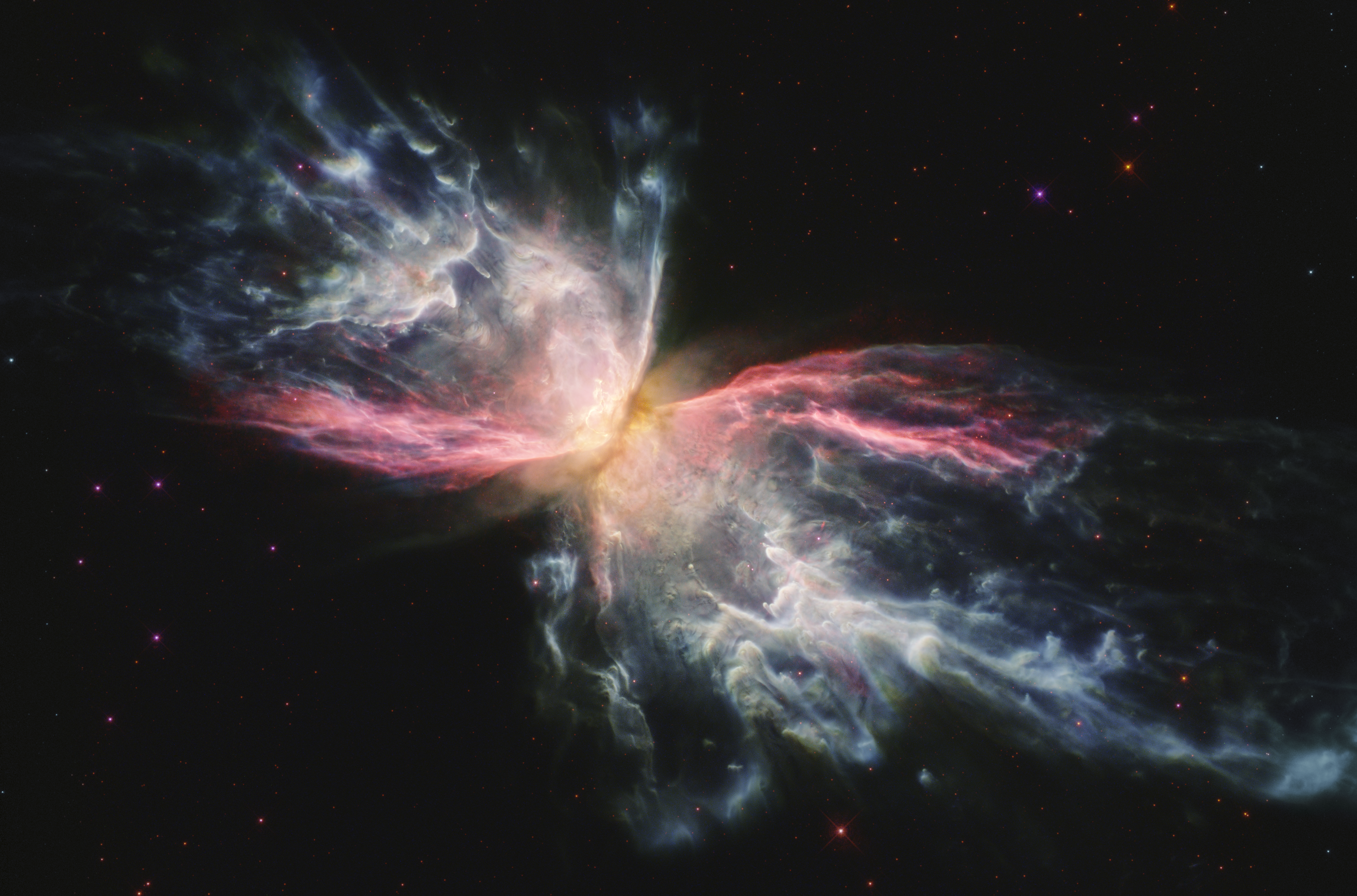
Image de NGC 6302 construite en rehaussant les émissions du fer.
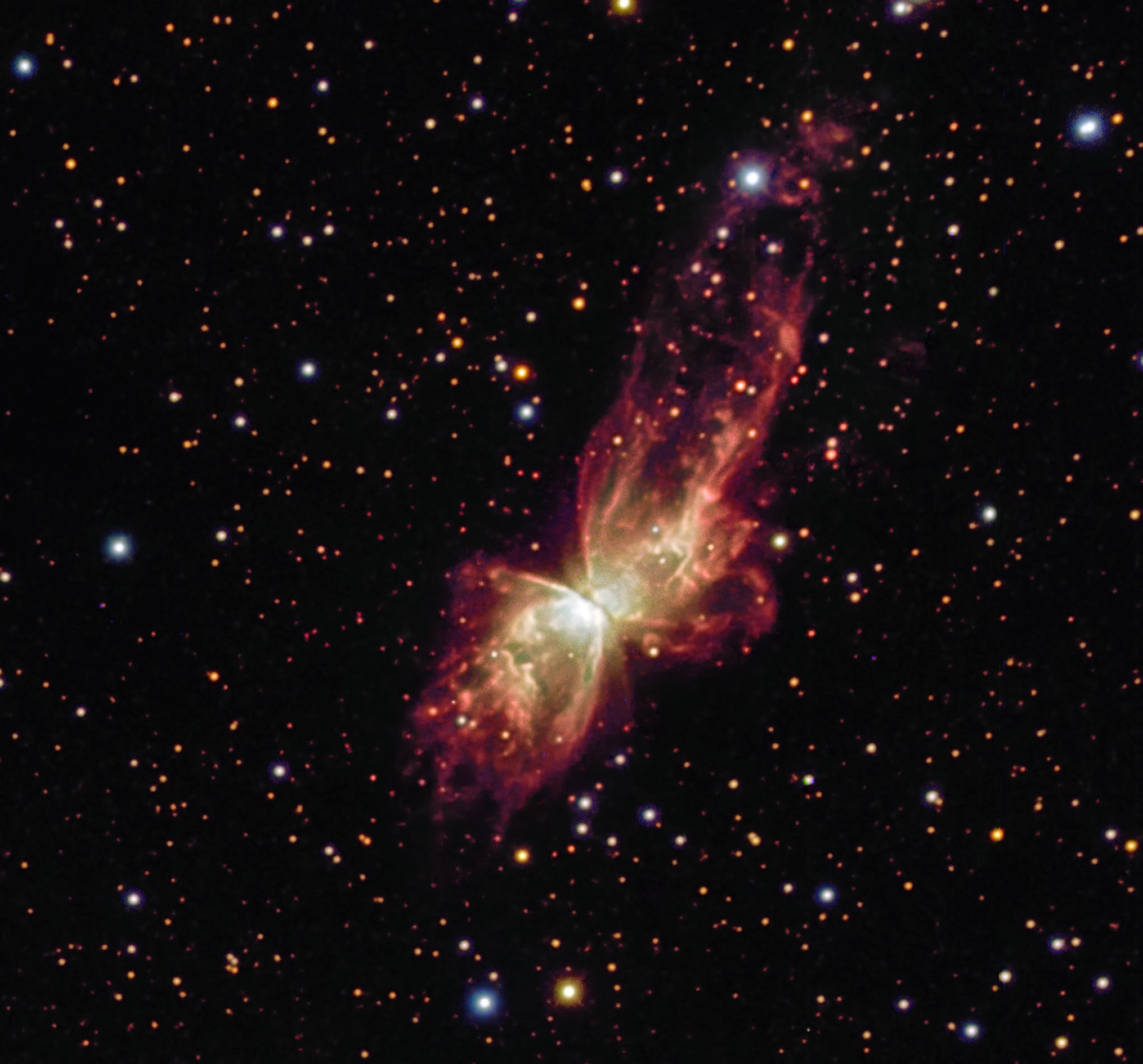
Image captée par le télescope danois de 1,5 mètre de l'observatoire de La Silla. (ESO)
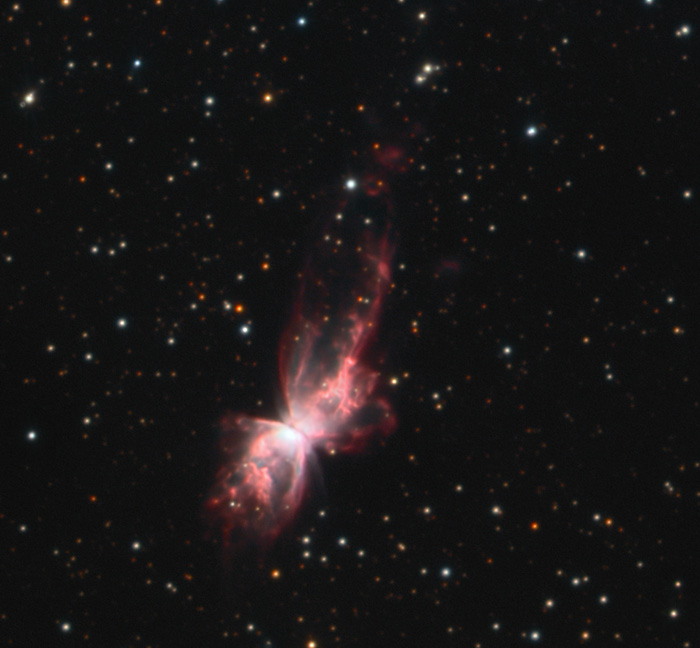
par Adam Block (Observatoire du mont Lemmon/Université de l'Arizona).